# Alba de Céspedes

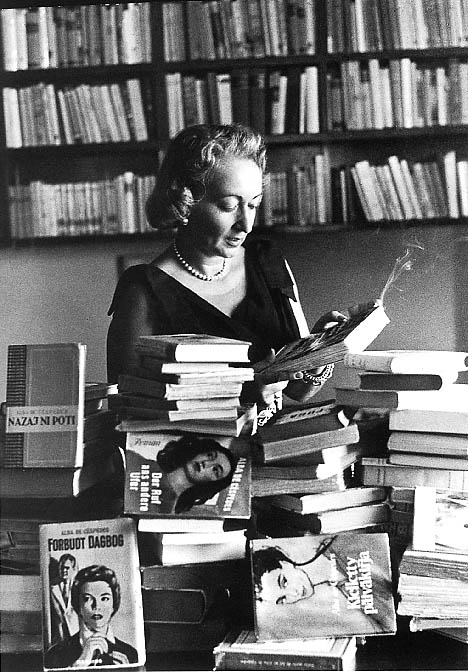
Alba de Céspedes

Alba de Céspedes (* 11. März 1911 in Rom; † 14. November 1997 in Paris) war eine kubanisch-italienische Schriftstellerin, Journalistin und Widerstandskämpferin. Neben Lyrik und Prosa verfasste sie auch Texte für Theater, Film, Fernsehen und Radio. Im Rundfunk und innerhalb der Widerstandsbewegung verwendete sie das Pseudonym „Clorinda“.

## Leben
De Céspedes war Enkelin des ersten kubanischen Präsidenten Carlos Manuel de Céspedes, der im Jahr 1874 von spanischen Kolonialisten ermordet wurde. Ihr Vater, Carlos Manuel de Céspedes y Quesada, war kubanischer Diplomat in Rom und 1933 für einige Monate ebenfalls kubanischer Präsident; ihre Mutter war Italienerin. De Céspedes wuchs zweisprachig in Rom auf, zum Teil getrennt von ihren Eltern, als ihr Vater in die USA berufen wurde. Ihre Werke verfasste sie hauptsächlich in italienischer Sprache – nach ihrem späteren Umzug nach Paris, auch in französischer.
1926, mit nur 15 Jahren, heiratete de Céspedes den römischen Adligen Giuseppe Antamoro. 1928 wurde ein gemeinsamer Sohn geboren. 20 Jahre später heiratete sie ein zweites Mal: einen italienischen Diplomaten, dem sie u. a. nach Moskau und Washington folgte. Nach Kriegsende nahm sie ihre schriftstellerische Tätigkeit in Rom wieder auf, zog aber 1967 nach Paris.

## Werk
1935, mit 24 Jahren, veröffentlichte Alba de Céspedes ihren ersten Erzählungsband (L'anima degli altri). Ihr erster Roman erschien vier Jahre später bei Mondadori: Der Ruf ans andere Ufer (Nessuno torna indietro). Wegen der geistreichen, unabhängigen Protagonistin des Romans, die dem Frauenbild der Faschisten entschieden widersprach, wollte das faschistische Regime ein Zurückziehen des Titels erwirken. Das Verlagshaus konnte sich der Zensur jedoch erfolgreich widersetzen, und das Buch wurde zu einem internationalen Bestseller.
Unter dem Pseudonym „Clorinda“ unterstützte de Céspedes während des Zweiten Weltkriegs, insbesondere über den Rundfunk, die Resistenza. 1944 gründete sie die Literaturzeitschrift „Mercurio“, in der u. a. Alberto Moravia, Ernest Hemingway, Massimo Bontempelli, Sibilla Aleramo erschienen. Nach dem Zweiten Weltkrieg machte de Céspedes mit zahlreichen Vertretern der Literaturszene Bekanntschaft (Paola Masino, Anna Banti, Maria Bellonci, Ottiero Ottieri, Elio Vittorini, Vitaliano Brancati, Aldo Palazzeschi und Corrado Alvaro.) Später frequentierte sie einen Kreis jüngerer Schriftsteller, darunter Libero Bigiaretti, Walter Mauro und Luigi Silori. Auch zu ihren Bekanntschaften gehörte, der wie sie in Rom und Paris ansässige, italienisch-kubanische Schriftsteller Italo Calvino: Mit ihm plante sie pro-kubanische sozialistische Initiativen und rief die „Associazione di Amicizia Italia-Cuba“, eine Gesellschaft für die italienisch-kubanische Freundschaft ins Leben.
Nachdem „Mercurio“ 1948 eingestellt worden war, schrieb sie für die Tageszeitung „La Stampa“ und begann eine Kolumne in der Wochenzeitschrift „Epoca“ zu schreiben, mit dem Titel Dalla parte di lei. Ihr gleichnamiger Roman erschien ein Jahr später. Es folgten produktive Jahre, unter anderem entstanden die Romane Das verbotene Notizbuch (Quaderno Proibito, 1952), ein Schlüsselroman weiblicher Identität, und Die Reue (Il rimorso, 1962), eine scharfe Kritik an der intellektuellen Klasse. Von ihren ersten Kurzgeschichten und ihrem ersten Roman, der sie berühmt machte, bis hin zu späteren Werken wie Das verbotene Notizbuch und Dalla parte di lei verfolgt de Céspedes ihr Anliegen, die Positionen von Frauen in einem häuslichen Kontext, in ihren Familien, pointiert zu hinterfragen.
1967 erschien ihr Roman Die Bambolona und de Céspedes zog nach Paris. Dort begann sie, auf Französisch zu schreiben: Den Gedichtband Chansons des filles de Mai (1968) und den Roman Sans autre lieu que la nuit (1973).
Einige ihrer Bücher wurden für Film oder Theater adaptiert und sie schrieb auch Drehbücher, unter anderem für Die Freundinnen (Le amiche, 1955) unter der Regie von Michelangelo Antonioni.
Sie wurde zur Anhängerin Fidel Castros, dem sie ihr letztes Werk widmen wollte. Von der Realität enttäuscht, stellte sie es jedoch nie fertig.
Alba de Céspedes starb 1997 in Paris. Ihre Schriften und Dokumente, die ihr politisches Engagement deutlich aufzeigen, übergab sie kurz vor ihrem Tod dem Archiv „Riuniti delle Donne“ in Mailand. 2002 wurde ein kubanischer Literaturpreis nach ihr benannt („Premio Letterario Alba de Céspedes“) sowie in Rom eine Straße. Zu ihrem 100. Geburtstag wurde ihr vielerorts gedacht.

## Veröffentlichungen (Auswahl)
- Nessuno torna indietro (1938)
  - Das andere Ufer. Josef Schaffrath, Leipzig o. J.
  - Der Ruf ans andere Ufer. Rowohlt, Hamburg 1966
- Fuga (1943)
  - Flucht. Erzählungen. Aus dem Italienischen von Hanns Floerke. Josef Schaffrath, Leipzig 1948
- Dalla parte di lei (1949)
  - Alexandra. Aus dem Italienischen von Lieselotte Loos. Josef Schaffrath, Köln 1950
  - Aus ihrer Sicht. Roman. Aus dem Italienischen von Karin Krieger. Mit einem Nachwort von Barbara Vinken. Insel Verlag, Berlin 2023, ISBN 978-3-458-64366-1
- Quaderno proibito (1953)
  - In der alten Übersetzung von Percy Eckstein: Das verbotene Tagebuch. Bertelsmann, Köln 1955
  - Neuübersetzung von Verena von Koskull: "Das verbotene Notizbuch" Insel Verlag, Berlin 2021, ISBN 978-3-458-17934-4
- Il rimorso (1965)
  - Die Reue. Aus dem Italienischen von Gerda von Uslar. Rowohlt, Hamburg 1965
- La Bambolona (1967)
  - Die Bambolona. Aus dem Italienischen von Piero Rismondo. Desch, München 1970.

## Verfilmungen
Literarische Vorlage
- 1939: Gefährliche Frauen (Io, suo padre)
- 1970: La Bambolona – die große Puppe (La Bambolona)

Drehbuch
- 1955: Die Freundinnen (Le amiche)